# La Côte (quotidiano)
La Côte è un quotidiano svizzero, a carattere regionale, con sede a Nyon.
Il giornale è nato nel 1987, e appartiene al Grupo ESH Médias dal 2001.
Il primo presidente del quotidiano è stato Jean-Jacques Manz, al quale succede Gilles Vallat in capo alla redazione dal 1989 al 2006. Attualmente il presidente è Fabien Wolfrath.
Oltre alla sede centrale di Nyon, anche una a Morges